# 五時間目の戦争
『五時間目の戦争』（ごじかんめのせんそう）は優による日本の漫画。『ヤングエース』（KADOKAWA）2014年6月号から2017年3月号まで連載。単行本は全4巻。

## あらすじ
日本が正体不明の敵と開戦して5年。離島の青島。中学3年生になった双海朔たちは、新学期早々担任から「金曜日の5時間目に戦争する」と告げられる。指名を受けた生徒は最前線へ駆り出されることになり、最初に指名されたのは東京から疎開した篠川零名だった。朔は彼女の代わりに出征を申し出るが、何故か彼とその幼馴染の安居島都の2人は出兵不適格者だと告げられる。

## 登場人物
双海朔（ふたみ さく）
中学3年生。体力自慢で部活も運動系。
出征が決まった零名の代わりに行こうとするが、何故か出兵不適格者となる。戦争に向かった零名を守りたいと思っている。
安居島都（あいしま みやこ）
朔の幼馴染。明るく料理が取り柄で、朝練をする朔のために弁当を作ってくる。
朔と同じく出兵不適格者となる。
篠川零名（しのかわ れいな）
東京から朔たちのクラスに疎開してきた転校生。戦争の出征に最初に指名される。東京で巻き込まれた戦争で大切な人を失い、自身も負傷しており、戦争の恐怖を人一倍知る。

## 書誌情報
- 優 『五時間目の戦争』KADOKAWA〈角川コミックス・エース〉、全4巻
  1. 2014年10月4日発売[1]、ISBN 978-4-04-102223-8
  2. 2015年5月2日発売[2]、ISBN 978-4-04-102873-5
  3. 2016年3月4日発売[3]、ISBN 978-4-04-103674-7
  4. 2017年3月4日発売[4]、ISBN 978-4-04-105115-3